# سیریاک لوویون
سیریاک لوویون (انگلیسی: Cyriaque Louvion؛ زادهٔ ۲۴ ژوئیهٔ ۱۹۸۷) بازیکن فوتبال اهل فرانسه است.
از باشگاه‌هایی که در آن بازی کرده‌است می‌توان به باشگاه فوتبال کن، باشگاه فوتبال لو آور، و باشگاه فوتبال لو مان اشاره کرد.
وی همچنین در تیم ملی فوتبال زیر ۲۰ سال فرانسه بازی کرده‌است.